# Ill (Saarland)
Die Ill ist ein 29,8 Kilometer langer Mittelgebirgsbach im Saarland, der seine Quelle in Urexweiler hat und von links in die Theel mündet.

## Name
Der Name Ill soll von keltisch ilara = eilig oder *Eliā = Antreibende stammen. Er wird jedoch 1745 in Form von im Ilstrichgraben erstmals schriftlich genannt und könnte daher auch eine Rückbildung aus dem Ortsnamen Illingen darstellen.

## Geographie

### Verlauf
Die Ill entspringt nördlich von Urexweiler und durchquert es in südlicher Richtung. Am Flusslauf folgen dann weiter die Orte Hirzweiler, Hüttigweiler und Wemmetsweiler. Dort wendet sich die Ill nach Westen und erreicht Illingen, dreht hier nach Nordwesten und fließt dann durch Wustweiler und Dirmingen. Dort wendet sie sich wieder nach Westen, erreicht so Eppelborn und Bubach-Calmesweiler und mündet kurz danach von links in die Theel.

### Zuflüsse

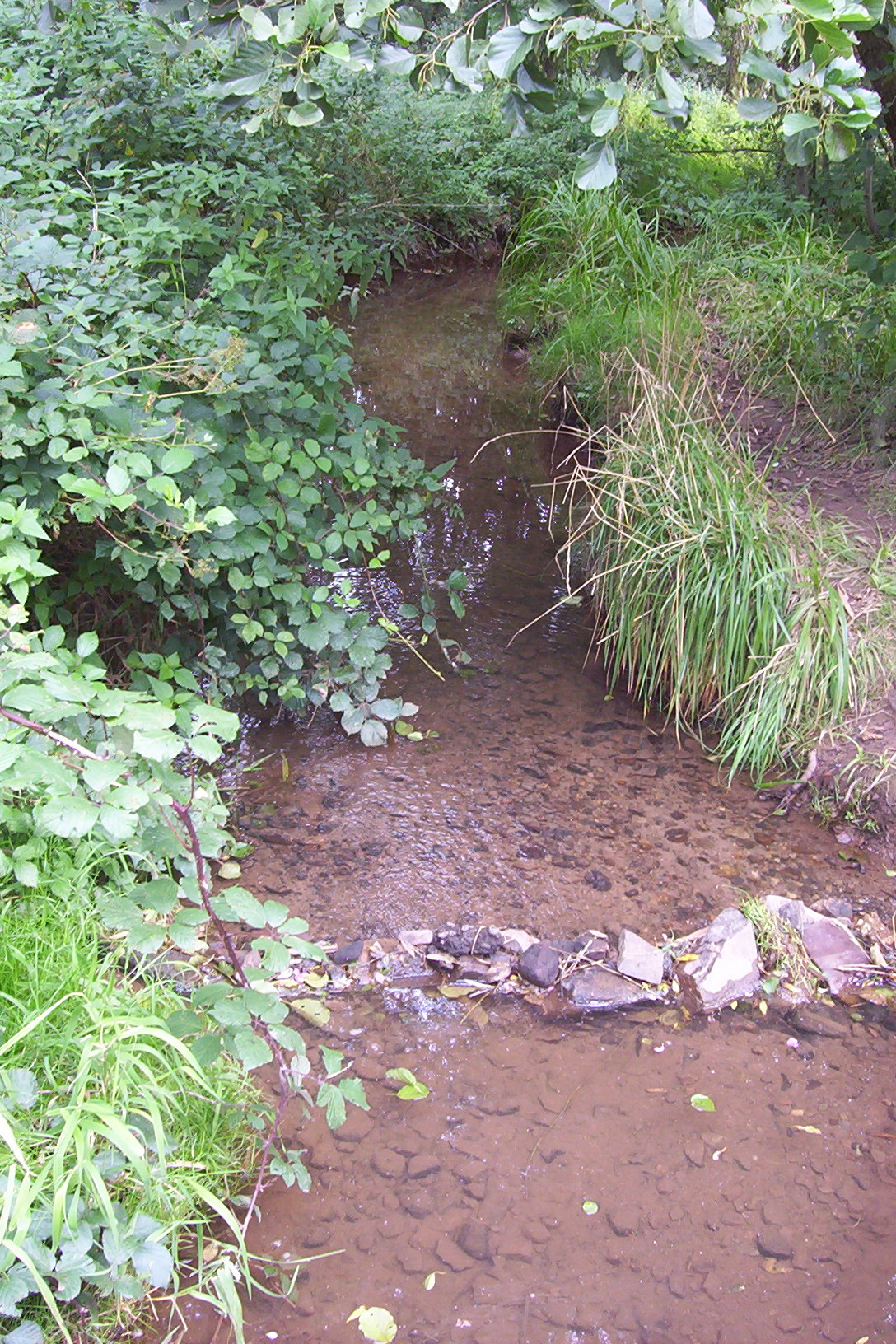
Die Merch

- Obere Ill (rechts)
- Schreinertswiesbach (links)
- Roppertsborn (links)
- Stammertswiesbach (rechts)
- Gehlbach (rechts)
- Urexweiler Sulzbach (links)
- Hammersbergbach (links)
- Rübendellbach (rechts)
- Seibertswaldbach (rechts)
- Waltersbach (rechts)
- Münchbach (links)
- Ahlenbach (links)
- Hirzweiler Bach (rechts)
- Welschbach (links)
- Hirzweiler Mühlenbach (links)
- Wadenbach (rechts)
- Sabelbach (links)
- Firbach (links)

- Merch (links)
- Uchtelbach (links)
- Ailsbach (rechts)
- Bärbach (Bärenbach) (links)
- Wustweiler Seelbach (rechts)
- Dusterbach (rechts)
- Ellmachsbach (links)
- Alsbach (rechts)
- Pfaffenteichbach (rechts)
- Dirminger Mühlbach (rechts)
- Griesbornbach (links)
- Klingenfloß (rechts)
- Wiesbach (links)
- Scheibfloß (links)
- Macherbach (rechts)

## Natur und Umwelt

### Renaturierung
Im Jahr 1990 wurde der Zweckverband Illtalrenaturierung, heute: Zweckverband Natura Ill-Theel gegründet, der inzwischen die Landschaft um die Ill und ihre Nebenbäche so naturnah umgestaltet hat, dass Biber und viele andere verschwundene Tierarten wieder angesiedelt werden konnten.

### Naturschutz
Die Täler der Ill und ihrer Nebenbäche stehen auf einer Fläche von etwa 125 km² seit 2005 unter Naturschutz.